# Краколье
Крако́лье (вод. Jõgõperä, фин. Joenperä, ижор. Joenperä) — упразднённая деревня в Усть-Лужском сельском поселении Кингисеппского района Ленинградской области, часть посёлка Усть-Луга.

## История
Упоминается как деревня Krokolia by в Толдожском погосте в шведских «Писцовых книгах Ижорской земли» 1618—1623 годов.
Краколье (лат. Kargalse) обозначено на карте Ливонии атласа Блау 1654 года.
На карте Ингерманландии А. И. Бергенгейма, составленной по шведским материалам 1676 года, упоминается как мыза Kroholia.
На шведской «Генеральной карте провинции Ингерманландии» 1704 года она обозначена как Krokolia.
На «Географическом чертеже Ижорской земли» Адриана Шонбека 1705 года — как безымянное селение.
На карте Санкт-Петербургской губернии Я. Ф. Шмидта 1770 года — как деревня Кроколье.
Деревня являлась вотчиной императора Александра I, из которой в 1806—1807 годах были выставлены ратники Императорского батальона милиции.
На карте Санкт-Петербургской губернии Ф. Ф. Шуберта 1834 года обозначены две деревни Краколье, бо́льшая из которых состояла из 33 крестьянских дворов.

КАРАКОЛЬЕ — мыза, принадлежит коллежскому асессору Митрофанову, число жителей по ревизии: 8 м. п., 5 ж. п.; В оной: Бутылочный завод.

КАРАКОЛЬЕ — деревня, принадлежит коллежскому асессору Митрофанову, число жителей по ревизии: 43 м. п., 50 ж. п.; В оной: Питейный дом.
 
КРАКОЛЬЕ — деревня, принадлежит ведомству Ораниенбаумского дворцового правления, число жителей по ревизии: 79 м. п., 92 ж. п. (1838 год)

В 1844 году деревня Краколье насчитывала 33 двора.
На этнографической карте Санкт-Петербургской губернии П. И. Кёппена 1849 года она обозначена как деревня Korokolje, расположенная в ареале расселения води. В пояснительном тексте к этнографической карте она записана как деревня Joenperä (Короколье) и указано количество её жителей на 1848 год: води — 138 м. п., 162 ж. п., всего 300 человек, включая 197 человек (91 м. п., 106 ж. п.) государственных крестьян.

КРАКОЛЬЕ — деревня Ораниенбаумского дворцового правления, по просёлочной дороге, число дворов — 23, число душ — 86 м. п.;

КРАКОЛЬЕ — деревня коллежского асессора Митрофанова, по просёлочной дороге, число дворов — 15, число душ — 24 м. п. (1856 год)

КРАКОЛЬЕ I-е — деревня, число жителей по X-ой ревизии 1857 года: 78 м. п., 100 ж. п., всего 178 чел.

КРАКОЛЬЕ II-е — деревня, число жителей по X-ой ревизии 1857 года: 56 м. п., 76 ж. п., всего 135 чел.

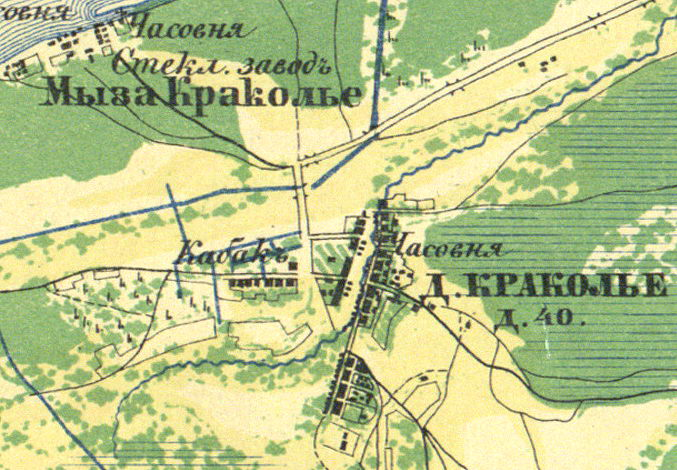
Деревня Краколье на карте 1860 года

В 1860 году деревня насчитывала 40 дворов, часовню и кабак. В усадьбе была своя часовня и стеклянный завод.

КАРАКОЛЬЕ — мыза владельческая при реке Караколке, число дворов — 1, число жителей: 10 м. п., 5 ж. п.;
 
КАРАКОЛЬЕ (КРЯКОЛЬЕ) — деревня владельческая при реке Луге, число дворов — 24, число жителей: 150 м. п., 165 ж. п.; Часовен две. (1862 год) 

В 1872—1874 годах в селе Краколье, по проекту архитектора И. И. Буланова, была возведена деревянная церковь во имя Святителя Николая Чудотворца.
По земской переписи 1882 года: 

КРАКОЛЬЕ I-е — деревня, семей — 42, в них 108 м. п., 124 ж. п., всего 232 чел.

КРАКОЛЬЕ II-е — деревня, семей — 26, в них 77 м. п., 74 ж. п., всего 151 чел.

В 1883—1884 годах временнообязанные крестьяне деревни Кроколье (Кроколы) выкупили свои земельные наделы у А. Н. и П. Н. Митрофановых и стали собственниками земли.
Согласно материалам по статистике народного хозяйства Ямбургского уезда 1887 года мыза Краколье площадью 430 десятин принадлежала местным крестьянам А. и И. Яковлевым; мыза была приобретена в 1884 году за 23 500 рублей; лавка, рыбная ловля и несколько домов сдавались хозяевами в аренду.
Сборник Центрального статистического комитета описывал деревню так:

КРАКОЛЬЕ — село бывшее владельческое Лужицкой волости при реке Караколе, дворов — 30, жителей — 216; Церковь православная, ярмарка раз в год. (1885 год)

По земской переписи 1899 года:

КРАКОЛЬЕ I-е — деревня, число хозяйств — 47, число жителей: 119 м. п., 148 ж. п., всего 277 чел.; разряд крестьян: бывшие удельные; народность: русская — 39 чел.; финская — 238 чел.

КРАКОЛЬЕ II-е — деревня, число хозяйств — 28, число жителей: 90 м. п., 110 ж. п., всего 200 чел.; разряд крестьян: бывшие владельческие; народность: финская

В 1900 году, согласно «Памятной книжке Санкт-Петербургской губернии», мыза Лужицы площадью 327 десятин принадлежала крестьянину Ивану Яковлевичу Яковлеву.
В конце XIX — начале XX века деревня административно относилась к Лужицкой волости 2-го стана Ямбургского уезда Санкт-Петербургской губернии. По приходским данным население было смешанным — ижорско-водским.
Деревня была разделена на две части, или два конца: Hervalt («помещичья земля») и Kunigvalt («казённая земля»), первая из которых считалась водской, а вторая — ижорской.
По данным «Памятной книжки Санкт-Петербургской губернии» за 1905 год мыза Краколье площадью 327 десятин принадлежала крестьянину Ивану Яковлевичу Яковлеву; кроме того, участком земли мызы Краколье в 96 десятин владели крестьянки Вера Дмитриевна Селивёрстова и Мария Афанасьевна и Анна Дмитриевна Яковлевы.
С 1917 по 1927 год деревня Краколье входила в состав Кракольского сельсовета Наровской волости Кингисеппского уезда. 
Согласно данным переписи населения СССР 1926 года в селе Краколье 1-е проживали 197 человек — большинство водь, а также русские и ижоры; в деревне Краколье 2-е проживали 148 человек — большинство ижоры, а также русские, малороссы и водь.
С 1927 года — в составе Котельского района.

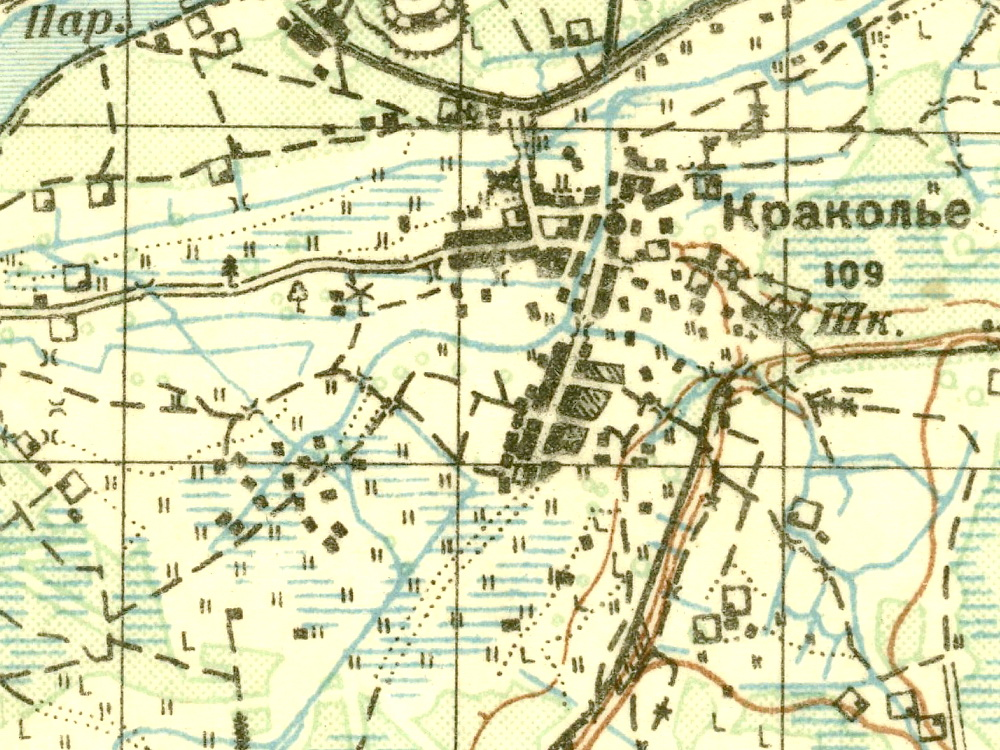
Деревня Краколье на карте 1930 года

Согласно топографической карте РККА 1930 года деревня Краколье насчитывала 109 дворов. В центре деревни находилась часовня, на восточной окраине — церковь и школа, на западной — ветряная мельница.
С 1931 года — в составе Кингисеппского района.
По данным 1933 года деревня Краколье I являлась административным центром Кракольского сельсовета Кингисеппского района, в который входили 12 населённых пунктов: деревни Выбье, Краколье I, Краколье II, Верхние Лужицы, Нижние Лужицы, Средние Лужицы, Межняки I, Межняки II, Межняки III, Остров, Пески, Усть-Луга, общей численностью населения 2250 человек.
По данным 1936 года, в состав Кракольского ижорского национального сельсовета с административным центром в деревне Краколье I, входили 10 населённых пунктов, 458 хозяйств и 9 колхозов; русских — 150, ижоры — 3000, финнов — 300 человек.
Храм был закрыт в 1938 году и его здание было передано под клуб. В военное время, в 1942—1945 годах, храм вновь действовал. После окончательного закрытия церкви её здание было разобрано.
Деревня была освобождена от немецко-фашистских оккупантов 2 февраля 1944 года.
В 1958 году население деревни Краколье составляло 485 человек.
По данным 1966 и 1973 годов, деревня Краколье также находилась в составе Кракольского сельсовета и являлась его административным центром.
По данным 1990 года деревня Краколье входила в состав Усть-Лужского сельсовета Кингисеппского района.
В 1997 году в деревне Краколье Усть-Лужской волости проживали 138 человек, в 2002 году — 131 человек (русские — 89 %).
13 октября 2008 года, в соответствии с областным законом Ленинградской области № 98-оз, деревня Краколье, посёлок Усть-Луга и посёлок при железнодорожной станции Усть-Луга были объединены в единый посёлок Усть-Луга.

## География
Деревня расположена в северной части района на автодороге 41К-109 (Лужицы — Первое Мая) в месте примыкания к ней автодороги 41К-005 (Псков — Кингисепп — Краколье).
Расстояние до районного центра — 48 км.
Находится на правом берегу реки Луга. На противоположном берегу находится центр поселения — посёлок Усть-Луга, с которым деревня соединена мостом.

## Инфраструктура
- Церковь Веры, Надежды, Любови и матери их Софии (2006)
- Школа.

## Фото

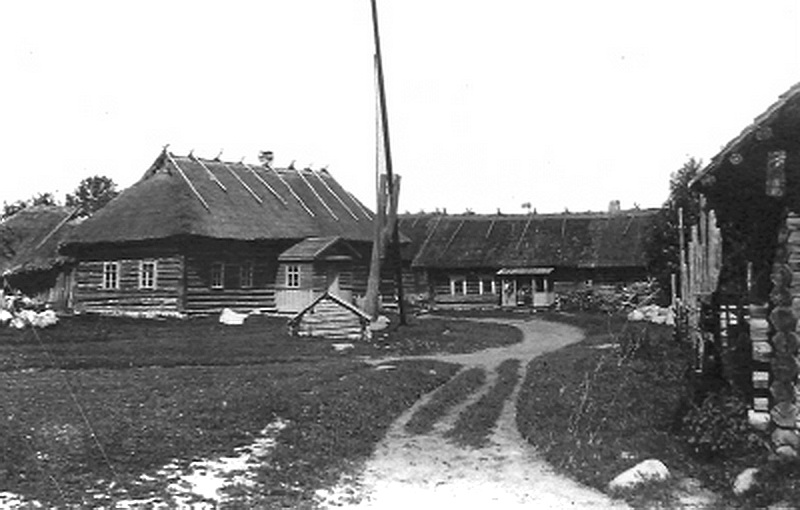
Деревня Краколье. 1911 год
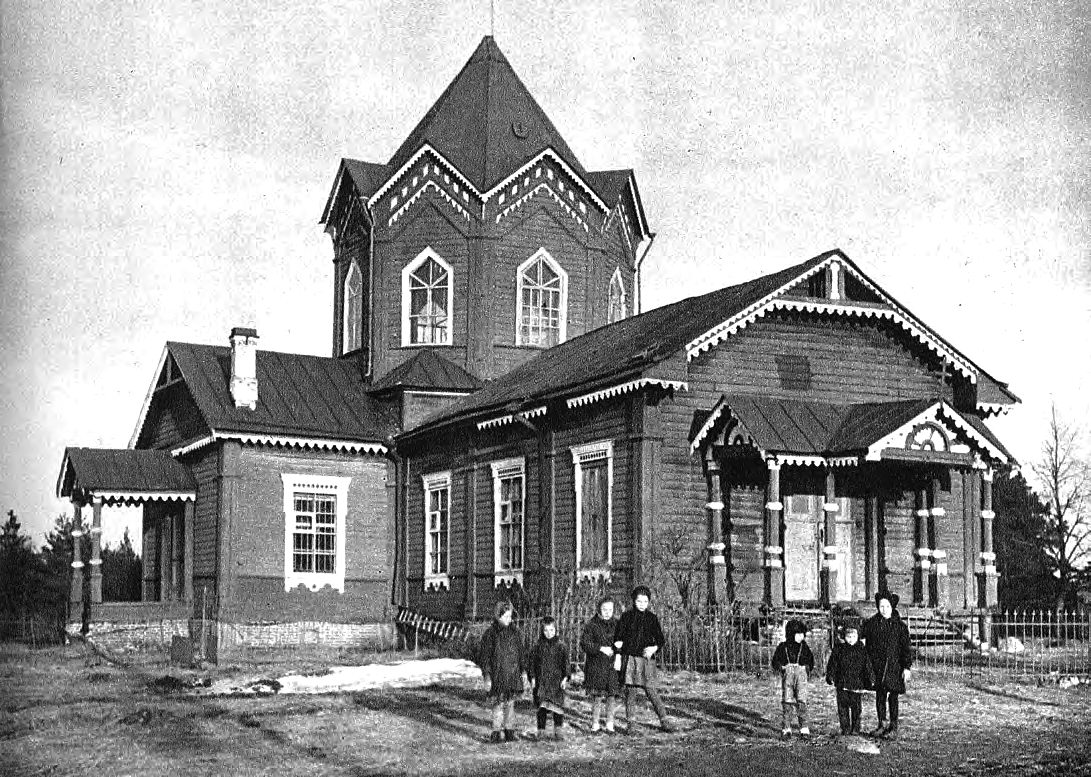
Церковь в деревне Краколье. 1943 год